# Klaudia Antonia
Claudia Antonia (ur. 30 n.e.; zm. 66 n.e.) – córka cesarza Klaudiusza i Elii Petyny. 
W 41 r. poślubiła Gnejusza Pompejusza Magnusa. Cesarz Klaudiusz najpierw przez kilka lat wspierał zięcia, by potem, najprawdopodobniej przed 47 n.e. skazać go na śmierć. Nie znamy dokładnie przyczyn tej decyzji, przypuszczalnie nastąpiło to z inicjatywy ówczesnej żony Klaudiusza Messaliny. Drugi mąż, ostatni potomek sławnego dyktatora Sulli, pozostał skazany na śmierć przez cesarza Nerona, adoptowanego brata Klaudii. Gdy w 3 lata później Klaudia odmówiła poślubienia Nerona, została oskarżona o spisek i skazana na śmierć.

## Wywód przodków
| 4. Druzus Starszy       |  |                |  |  |                    |
|                         |  | 2. Klaudiusz   |  |  |                    |
| 5. Antonia Młodsza      |  |                |  |  |                    |
|                         |  |                |  |  | 1. Klaudia Antonia |
| 6. Sekstus Eliusz Katus |  |                |  |  |                    |
|                         |  | 3. Elia Petyna |  |  |                    |
| 7. N.N.                 |  |                |  |  |                    |
|                         |  |                |  |  |                    |

## Małżeństwa i dzieci
- 1x: Gnejusz Pompejusz Magnus (Gnaeus Pompeius Magnus) (od 41 n.e.) (syn Marka Licyniusza Krassusa Frugi i Skrybonii - tym samym potomek po kądzieli Pompejusza Wielkiego, stąd dostał takie imiona)
- 2x: Faustus Korneliusz Sulla Feliks
  - Korneliusz Sulla (Cornelius Sulla)